# Arne Jensen (politiker)
 For alternative betydninger, se Arne Jensen. (Se også artikler, som begynder med Arne Jensen)
Arne Ringer Jensen (født 12. august 1938 i Ugilt Sogn, død 10. november 1992) var en dansk elektronikmekaniker og politiker. Han var medlem af Folketinget, valgt for Socialdemokratiet i Nordjyllands Amtskreds fra 1981 til sin død i 1992. Før da havde han været byrådsmedlem og viceborgmester i Hjørring Kommune.

## Opvækst, uddannelse og erhverv
Arne Jensen var født i Ugilt Sogn lidt øst for Hjørring i 1938 som søn af husmand Thomas Peter Jensen og husmoder Thora Jensen. Han gik i Ugilt Skole 1945-1953 og tog derefter teknisk forberedelseseksamen. Han gik Håndværkerskolen i Sønderborg i 1956 og blev udlært som vogn- og beslagsmed i 1957. I 1958 tog han Håndværksrådets frivillige mesterprøve.
Arne Jensen arbejdede i Tønsberg Hvalfangeri i Tønsberg, Norge i 1959-1960.
Han blev uddannet til elektronikmekaniker ved Frederikshavn Maskinmesterskole 1960-63 og arbejdede ved Decca Navigator A/S fra 1963.

## Politisk karriere
Arne Jensen var medlem af byrådet i Hjørring Kommune 1972-1982 og var viceborgmester 1974-1981. Han var formand for byplanudvalget 1974-1980 og formand for socialudvalget 1980-1982. Fra 1975 til 1982 var han formand for den socialdemokratiske byrådsgruppe i kommunen. Han udtrådte i byrådet da han blev valgt til Folketinget i 1982.
I 1981 var han blevet folketingskandidat for Socialdemokratiet i Hjørringkredsen. Han blev valgt ved folketingsvalget 1981 og var medlem til sin død i 1991. Arne Jensen var medlem af bestyrelsen for den socialdemokratiske folketingsgruppe 1985-1990 og gruppesekretær 1987-1990. Han havde mange udvalgsposter og var ved sin død medlem af Finansudvalget, Landbrugs- og Fiskeriudvalget, Forsvarsudvalget og Kirkeudvalget.
Arne Jensen havde også mange lokale tillidshverv i Hjørring, herunder medlem af Hjørring Tekniske Skoles bestyrelse 1972-1981, medlem af tilsynsrådet for Arbejdernes Landsbank i Hjørring fra 1980, medlem af skatterådet for Hjørring skattekreds fra 197 og formand for Frederikshavn Skatteråd 1978-1990, medlem af AOF's forretningsudvalg i Hjørring 1968-1971 og andre.
Han døde i en trafikulykke 10. november 1992, og er begravet på Østre Kirkegård i Hjørring.
Arne Jensen blev i Folketinget efterfulgt af Bjarne Laustsen.